# Толкач (Секретные материалы)
Толкач (англ. Pusher) — семнадцатый эпизод третьего сезона телесериала «Секретные материалы», главные герои которого — Фокс Малдер (Дэвид Духовны) и Дана Скалли (Джиллиан Андерсон), агенты ФБР, расследующие сложно поддающиеся научному объяснению преступления, называемые «Секретными материалами». В данном эпизоде Малдер и Скалли идут по следу преступника Роберта Моделла по прозвищу «Толкач». Моделл обладает даром заставлять людей подчиняться его воле и принуждает своих жертв совершать самоубийства. Смертельно больной Моделл хочет прославиться перед смертью и затевает игру с Малдером и Скалли, давая подсказки, как его можно разоблачить. Эпизод принадлежат к типу «монстр недели» и никак не связан с основной «мифологией сериала», заданной в первой серии.
Премьера эпизода состоялась на канале Fox network 23 февраля 1996 года. Количество зрителей, смотревших премьеру в США, оценивается в 16,2 миллиона человек. От критиков эпизод получил преимущественно положительные отзывы, а в пятом сезоне сюжетная линия «Толкача» получила продолжение.

## Сюжет
В супермаркете ФБР арестовывает мужчину по имени Роберт Патрик Моделл, которого командир операции по захвату, агент Фрэнк Бёрст, называет «Толкач». Бёрст на полицейской машине сопровождает Моделла в тюрьму, но по дороге последний начинает говорить про нежно-голубой цвет. Внезапно водитель машины выруливает под колеса грузовика, не видя огромную машину.
Травмированный в аварии Берст рассказывает Малдеру и Скалли о деле «Толкача» Моделла, который за два года совершил ряд убийств, выглядевших как самоубийства. На одном из фото Малдер видит слово «ронин», и дедуктивно выходит на объявление Моделла по «решению проблем» в журнале для наёмников. По номеру в объявлении агенты находят Моделла в гольф-клубе в Фоллс-Чёрч. Во время операции по захвату один из офицеров спецназа, поддавшись на уговоры Моделла, сжигает себя при помощи канистры с бензином. Малдер находит измождённого Моделла в машине неподалёку и арестовывает его.
На судебном слушании Моделл, пользуясь своей способностью, успешно уговаривает судью отпустить его. Агенты выясняют, что Моделл пытался стать агентом ФБР, но был отсеян из-за склонности к эгоцентризму и социопатии. Моделл же проникает в здание ФБР, написав на бумажке «пропуск». Запросив личное дело Малдера у секретарши Уолтера Скиннера, Моделл случайно сталкивается с самим Скиннером. Толкач убеждает секретаршу, что именно Скиннер ограбил её ранее, и секретарша, прыснув в лицо начальнику слезоточивым газом, избивает его.
ФБР врывается в пустую квартиру Моделла. Найденные в холодильнике протеиновые коктейли и лекарства от эпилепсии наводят Малдера на мысль, что опухоль мозга придала Моделлу психокинетические способности, но он постоянно вынужден восполнять запас энергии. Моделл звонит себе в квартиру и доводит Фрэнка Бёрста до инфаркта, пока агенты пытаются выявить местонахождение преступника. Определив, что Моделл находится в больнице Фэйрфакса, где охранник только что застрелил техника, безоружный Малдер с видеопередатчиком на голове отправляется внутрь. После того как Моделл, угрожая оружием Малдеру, срывает с него видеокамеру, Скалли устремляется внутрь. Найдя обоих за игрой в русскую рулетку, Скалли успевает сорвать рычаг пожарной сигнализации. Малдер, который в это время целился в нее, временно выходит из-под влияния Моделла и стреляет в преступника, тяжело ранив его.
Через некоторое время Малдер и Скалли навещают Моделла в больнице. Тот не выходит из комы, и Скалли прогнозирует, что опухоль мозга, скорее всего, убьет Моделла до того, как он придет в сознание. Малдер отвечает ей, что опухоль Моделла была операбельна, но тот сам не захотел лечиться, чтобы не потерять свои способности, так как всегда был «маленьким человеком», который очень хотел быть значимым.

## Производство

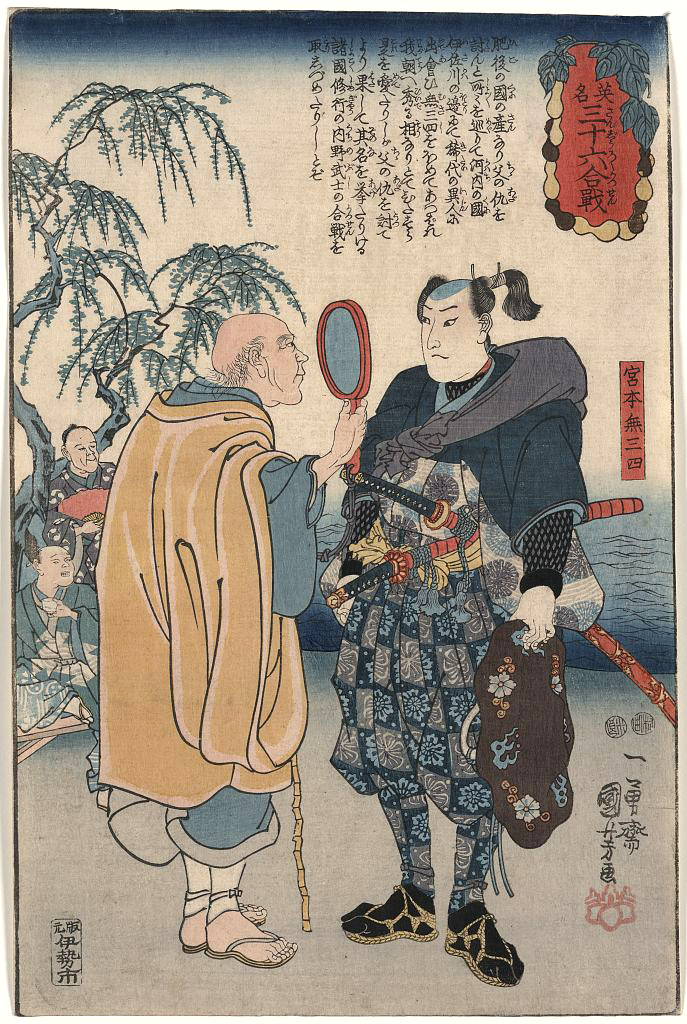
Антагонист эпизода Роберт Моделл отождествляет себя с «ронином» - самураем без хозяина (на фото справа – известный ронин – Миямото Мусаси).

Автором сценария выступил Винс Гиллиган, который хотел создать эпизод с «напряжённой игрой в кошки-мышки между Малдером и Моделлом». В связи с этим, сценарист старался, чтобы герой и антигерой как можно чаще «были вместе». Сдавая сценарий, Гиллиган заявил Крису Картеру, что это лучший сценарий, который он когда-либо написал. Картер на это громкое заявление парировал, что каждый следующий сценарий должен быть лучше предыдущего.
На роль Моделла рассматривались несколько кандидатур, включая Лэнса Хенриксена. Гиллиган считал, что роль Моделла исполнит Харви Файерстин, но пробы Роберта Уиздена произвели на создателей колоссальное впечатление. Режиссёр серии, Роб Боумен, позже сказал, что «Роберт Уизден прекрасно сыграл Толкача. Он очень энергичный, полный собственных идей актёр. Мне потребовалось примерно полтора дня, чтобы он втянулся, после чего мне вообще не нужно было с ним говорить. Я к нему подходил поговорить о сцене, но видел, что он уже в ней». Впоследствии Уизден повторно перевоплотился в Моделла в пятом сезоне, в эпизоде «Кицунегари».
Финальная сцена с русской рулеткой встретила сопротивление со стороны цензоров канала Fox, считавших, что подобное зрелище нельзя пускать в телевизионный эфир. Телеканал считал, что такая сцена может особенно негативно повлиять на впечатлительных детей. После напряжённых переговоров продюсеры сериала отказались идти на уступки, и большая часть сцены не подверглась редактуре. Гиллиган позднее заметил, что не мог даже поверить в такой исход.
В эпизоде также содержится несколько юмористических вставок, понятных исключительно для фанатов сериала или членов съемочной группы. Например, в начале серии Моделл берёт таблоид, на первой странице которого изображен получеловек-получервь из эпизода «Хозяин». В этой же газете видно фото реквизитора сериала, Кена Гаврилива, тогда как в журнале «American Ronin» (рус. Американский ронин), который листает Малдер, мелькает фото помощницы продюсера, Даниэль Фейт. Когда Малдер надевает на голову видеопередатчик, по сценарию Дэвид Духовны должен был спросить, можно ли через аппарат смотреть канал «Discovery». Но актёр, помня об увлечении своего персонажа порнографией, поинтересовался наличием доступа к каналу «Playboy». У Митча Пиледжи поводов шутить было меньше: актёр был разочарован, что его персонаж опять получил побои, причём, на этот раз его избила хрупкая девушка. «Мне было некомфортно думать, что он опять огрёб, и, думаю, фанатам тоже», — заметил Пиледжи. Кроме того, в эпизоде есть небольшое камео Дэйва Грола, вокалиста и гитарист группы «Foo Fighters», который в качестве хобби увлекается изучением темы НЛО. Музыкант появляется в сцене, когда Моделл приходит в здание ФБР.

## Эфир и отзывы
Премьера «Толкача» состоялась на канале Fox network 23 февраля 1996 года. Рейтинг Нильсена составил 10,8 балла с долей в 18,0, означающий, что примерно 10,8 процента из всех оборудованных телевизором домозяйств в США  и 18 процентов от всех домохозяйств, смотревших телевизор в тот вечер, были настроены на премьеру эпизода. Количество зрителей, смотревших премьеру, оценивается в 16,2 миллиона человек.
От критиков «Толкач» получил преимущественно положительные отзывы. Зак Хэндлен (The A.V. Club) поставил серии оценку «А-» (3,75 балла из 4-х возможных), охарактеризовав её как «умную, хорошо размеренную и захватывающую», а Моделла «запоминающимся как человек-монстр, который ухитряется быть отлично проработанным и антипатичным». Хэндлен снизил оценку за показавшийся ему стереотипичным образ секретарши Скиннера и «подразумевание того, что Моделл может до неё добраться из-за её страха, который следует по странной грани между возможным и не особо нужным». Также Хэндлен посчитал эпизод отличной стартовой точкой для того, кто хочет познакомиться с «секретными материалами». «Entertainment Weekly» присвоил серии оценку « B+» (3,5 балла из 4-х возможных), снабдив её комментарием: «Много загадочной теплоты между Малдером и Скалли происходит параллельно загадочной следовательской работе. Но кульминационное психологическое перетягивание каната между Малдером и Толкачом компенсирует любые логические провалы». Писатели Роберт Ширман и Ларс Пирсон в книге «Желая верить: Критический путеводитель по Секретным материалам, Тысячелетию и Одиноким стрелкам» (англ. Wanting to Believe: A Critical Guide to The X-Files, Millennium & The Lone Gunmen) присвоили эпизоду максимальные пять звезд из пяти, отметив «умный» сценарий Гиллигана и «точную» игру Уиздена. Пола Витарис (журнал Cinefantastique) также присвоила эпизоду максимальную и редкую для своих обзоров оценку в 4 балла She called it an "intense nail biter" that "ranks with the best of The X-Files"..
Эпизод вошёл в списки лучших серий «Секретных материалов» по версиям различных изданий и сайтов.  «IGN» назвал его третьим лучшим в списке самостоятельных эпизодов, отметив, что несмотря на множество памятных страшных сцен, эпизод выделяется, в первую очередь, эмоциональной связью главных героев. «Den of Geek» удостоил «Толкача» седьмого места в списке лучших эпизодов сериала, как «хорошую игру в кошки-мышки». Том Кессенич в книге «Исследование: несанкционированный взгляд на сезоны 6—9 Секретных материалов» (англ. Examination: An Unauthorized Look at Seasons 6–9 of the X-Files) отозвался о «Толкаче» как о третьем лучшем эпизоде сериала и лучшим в числе «монстров недели». Журнал «Xposé» поставил сцену с русской рулетку на восьмое место в списке из «20 крутейших моментов Секретных материалов», назвав её «полностью завораживающей».